# Hälltjärnen (Ramnäs socken, Västmanland)
Hälltjärnen är en sjö i Surahammars kommun i Västmanland och ingår i Norrströms huvudavrinningsområde.